# Quimioprevención
Genéricamente en medicina, la quimioprevención o quimioprofilaxis es la utilización de sustancias químicas para prevenir la aparición de una enfermedad.
La quimioprevención se ha empleado con controversia en el intento de evitar la aparición de determinadas enfermedades infecciosas como la tuberculosis, cuando se ha estado en contacto con un paciente infectado, administrando isoniacida.
En oncología la quimioprevención consiste en utilizar fármacos antes de que aparezca una enfermedad cancerosa.
Se ha definido a la quimioprevención como el "empleo de agentes farmacológicos o naturales para inhibir el desarrollo del cáncer invasor, ya sea al bloquear la lesión del ADN que inicia el proceso carcígeno o al invertir el progreso de las células premalignas en las que ha ocurrido de antemano esta lesión".
Se considera que la quimioprevención es la prevención primaria cuando el blanco es la población general o una parte de está considerada en el alto riesgo de desarrollar el cáncer en cuestión. La prevención secundaria tiene como finalidad una población con lesiones precancerosas o cuyos miembros han tenido el cáncer en cuestión y están en gran peligro de que esté recurra o de que se desarrolle una segunda lesión primaria del cáncer que se trata. 
Las estrategias de quimioprevención son compatibles con el concepto de la carcinogénesis como proceso crónico de etapas múltiples, que culmina en el desarrollo de cáncer invasor o metastásico.
Está ampliamente demostrado que la administración de antiestrógenos, como el tamoxifeno, durante cinco años después del tratamiento curativo de un cáncer de mama con receptores estrogénicos positivos aumenta la supervivencia.
La quimioprevención del cáncer consiste en administrar determinadas sustancias químicas, naturales o sintéticas con el fin de impedir o revertir la carcinogénesis evitando el desarrollo de un cáncer.
La aplicación de fármacos en la prevención del cáncer es posible teóricamente porque las sustancias empleadas en quimioprofilaxis han demostrado tener actividad antimutagénica, antiproliferativa y antioxidante en mayor o menor

## Fármacos empleados en quimioprofilaxis del cáncer
- β-caroteno: no se recomienda su administración farmacológica para prevenir el cáncer de pulmón.
- Calcio.
- Selenio.
- Vitamina E.
- Antiinflamatorios no esteroideos: sobre todo los inhibidores de la enzima COX-2, como rocecoxib y celecoxib, que parecen prevenir la transformación de pólipos adenomatosos en cáncer colorrectal, pero se necesitan más estudios.
- Finasterida: tampoco se recomienda para prevenir el cáncer de próstata, pues aunque disminuye escasamente el riesgo de padecerlo, cuando aparece, lo hace con mayor agresividad.

## Controversias en la quimioprevención
- La realización de ensayos clínicos para demostrar la eficacia de estas sustancias conlleva a muchas objeciones éticas y a un posible riesgo de complicaciones para las personas tratadas, sin la certeza absoluta de que - aun asumiendo todos estos riesgos - se vaya a evitar con seguridad el cáncer que se trata de prevenir.
- Los beneficios de la quimioprevención pueden ser una realidad objetiva a escala poblacional, pero podrían no serlo tanto individualmente.
- Tratar a personas sanas tiene muchos inconvenientes, y una de sus consecuencias perniciosas es que los recursos empleados en esta sofisticada prevención no se aplicarían en medidas curativas de probada eficacia en personas realmente enfermas.
- Los beneficios teóricos de las sustancias protectoras del cáncer se han obtenido de estudios epidemiológicos no prospectivos, ni aleatorios, ni controlados con placebo y de estudios de laboratorio o no clínicos, por lo que no se pueden extrapolar a la población humana. Probablemente estas sustancias como los antioxidantes sean beneficiosas dentro de una dieta sana o normal.